# 永田龍太郎
永田 龍太郎（ながた りゅうたろう、1930年 - ）は、日本の文芸評論家・出版者。雅号は「龍葵」。

## 人物・来歴
長野県に生まれる。1945年、陸軍幼年学校に入校するが同年敗戦を迎える。
東京大学を卒業し、通信社記者を経て1966年に永田書房を創立した。同年より、主に英文学者の同人雑誌『詩と散文』（1950年創刊）の主宰者ともなった。1977年には、尾崎一雄、中西悟堂、荒垣秀雄、扇谷正造、井上友一郎、赤松月船（永平寺）、岡村二一（共同通信社役員、後東京タイムズ社創立者）他14人の委員による月刊雑誌『連峰』を創刊している。
その他の役職として、国際俳句交流協会専務理事、ジャパンタイムズ企画顧問を務めた。

## 著書
- 『蕪村秀句 評釈』永田書房,1991.6
- 『続・蕪村秀句 評釈』永田書房,1992.10
- 『完・蕪村秀句 評釈』永田書房,1993.7
- 『離俗の思想 蕪村評釈余情』永田書房,1995.2
- 『蕪村 古今名吟の流れ』永田書房,1996.8
- 『この道や… 西行そして芭蕉・蕪村・一茶』永田書房,1998.6
- 『この道に古人なし 利休そして芭蕉・蕪村・子規』永田書房,1999.8
- 『人間芭蕉記 一つの東洋的な世界』永田書房,2000.10
- 『評伝散華抄 妻でない妻』永田書房,2001.11
- 『夢は枯野を 芭蕉・蕪村からうけついだもの』永田書房,2002.10
- 『わが古典物語 称賛者の行列』永田書房　2003.11
- 『愛と無常の生き方』永田書房,2004.8
- 『さざなみ日記 樋口一葉の世界』永田書房,2005.5
- 『われ泣きぬれて 石川啄木の生涯』永田書房,2005.11
- 『歴史の精神 日本人の誇り』永田書房,2006.7
- 『古今遠鏡 退屈詩歌読本』永田書房,2007.10
- 『心残りの歳時記 文学・詩歌391題』永田書房,2011.10
  - 『心残りの歳時記 エッセー・詩歌十二ケ月 改訂版』永田書房, 2013.3
- 『運命の車輪 天才たちの生涯』永田龍葵 著. 永田書房, 2013.10
- 『日本人の魂 名言の力をもらう』永田書房, 2015.4
- 『芭蕉・蕪村・一茶 鑑賞と解釈』永田書房, 2019.9
- 『挽歌無常 与えてくれたものの大事さ』永田書房, 2020.3

### 編著
- 『紅染めし 従軍看護婦の手記』編.永田書房,1977.12
- 『自由律俳句作品史 明治・大正・昭和』上田都史共編.永田書房,1979.6
- 『夏目漱石句集 則天去私全句』編.永田書房,1988.12
- 『与謝蕪村句集』編注.永田書房,1991.12
- 『松尾芭蕉全発句集 季題別・作成年代順』編著.永田書房,2003.5
- 『エッセー・詩歌365日』編著.永田書房,2010.2